# Mannenhuisstraat
De Mannenhuisstraat is een straat in de oude stadskern van de Nederlandse plaats Montfoort die is vernoemd naar het bejaardentehuis voor mannen dat zich vroeger in de straat bevond.
Dit mannenhuis werd in 1506 gesticht en in 1967 weer afgebroken. De naam van de straat wordt pas voor het eerst gebruikt in de 17e eeuw.
De straat sluit in het noorden aan op De Plaats en de Havenstraat en in het zuiden op de Koude Hoek bij de voormalige stadsmuur.

## Afbeeldingen

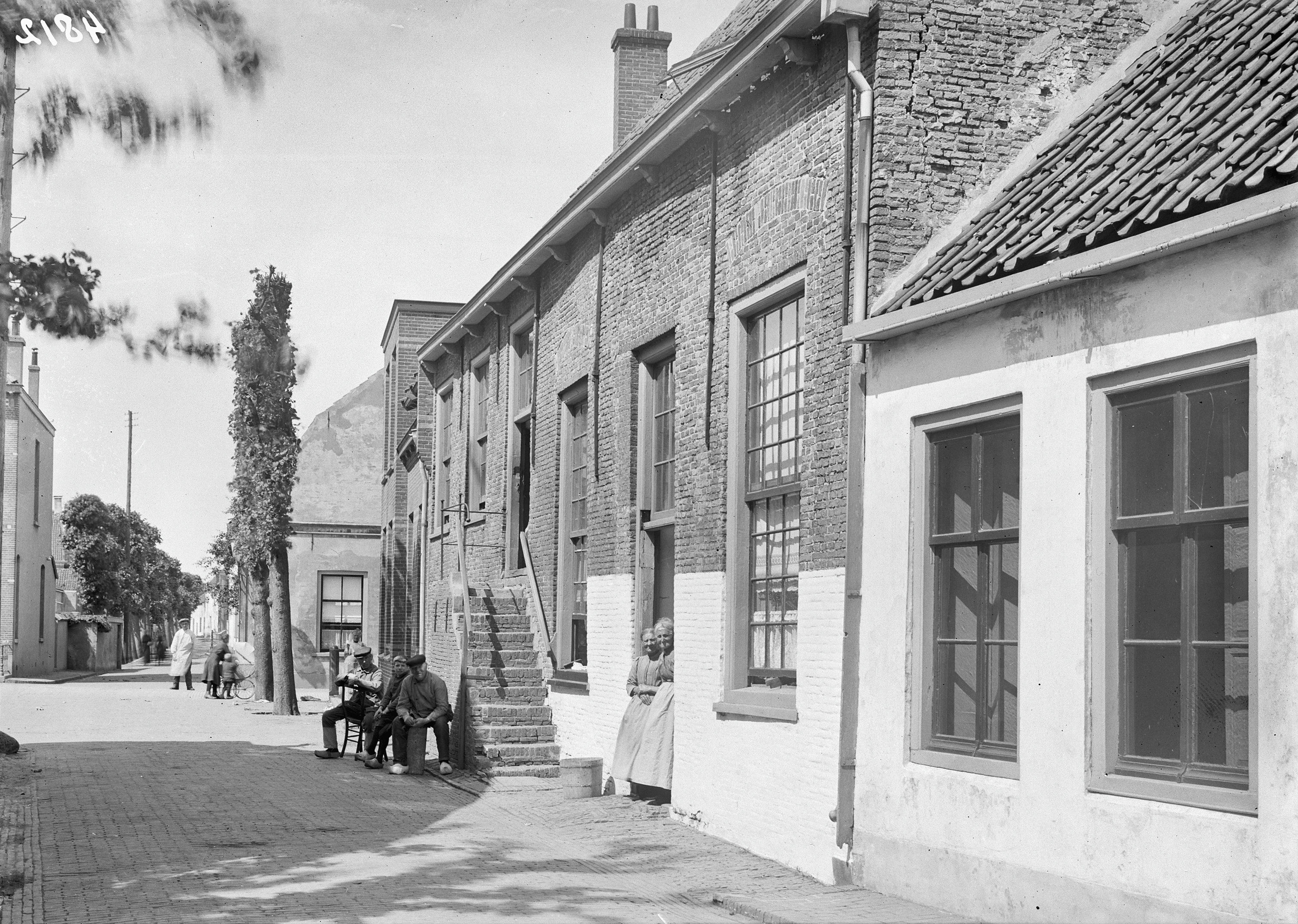
Oude mannen en verpleegsters bij het mannenhuis
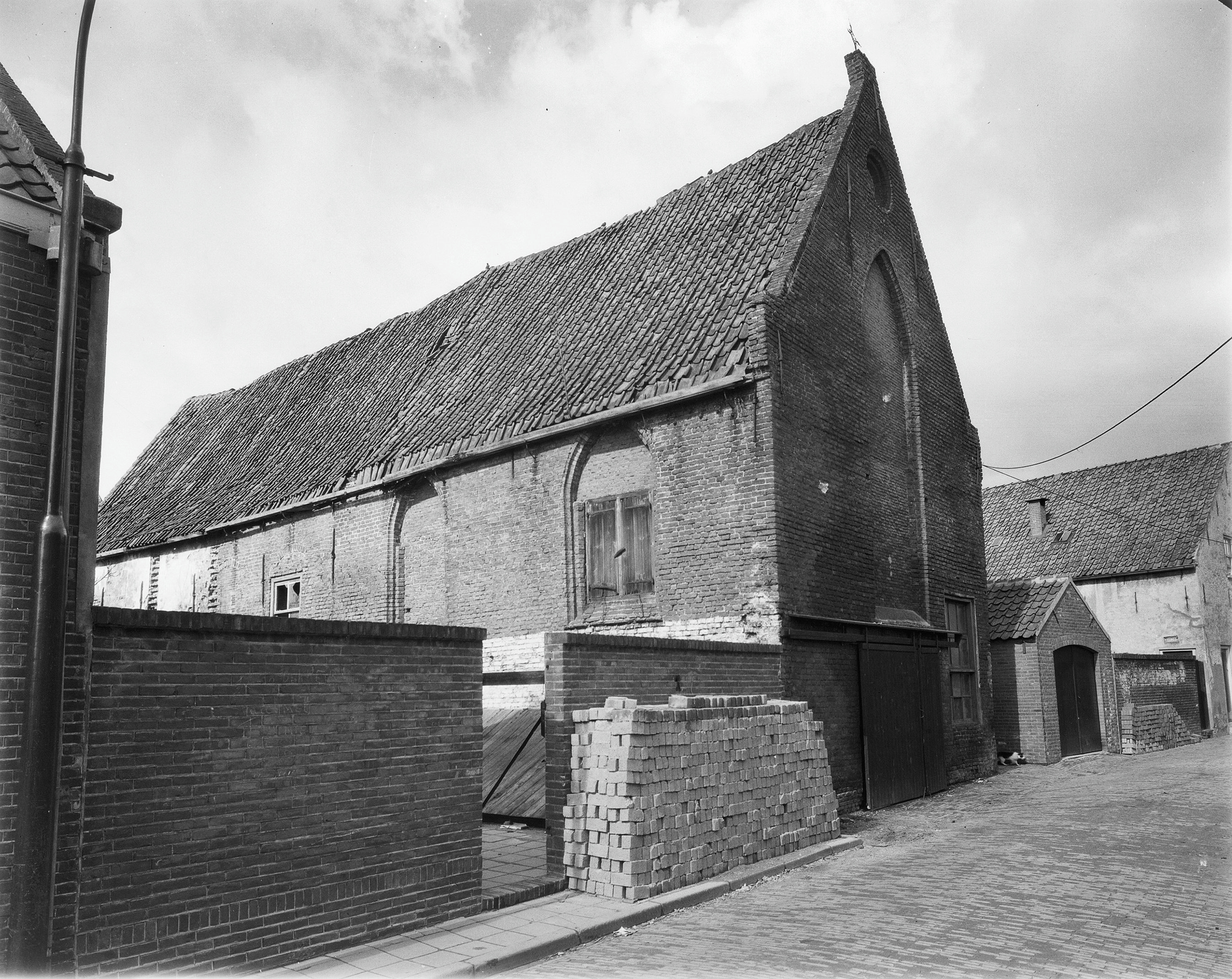
Kapel van het voormalige mannenhuis

Achterstraat ·
Blindeweg ·
Bovenkerkweg ·
De Plaats ·
Doeldijk ·
Havenstraat ·
Heeswijkerpoort ·
Heilig Levenstraat ·
Hofdijk ·
Hofstraat ·
Hoogstraat ·
Julianalaan ·
Keizerstraat ·
Lieve Vrouwegracht ·
Lindeboomsweg ·
Mannenhuisstraat ·
Mastwijkerdijk ·
Molenstraat ·
Om 't Hof · 
Om 't Wedde · 
Onder de Boompjes ·
Oude Boomgaard ·
Schoolstraat  ·
Slotlaan ·
Vrouwenhuisstraat ·
Waardsedijk ·
Waterpoort ·
Willeskopperpoort ·
IJsselplein ·
IJsselkade ·
IJsselveld